# Slavko Kovačič
Slavko Kovačič, slovenski klarinetist in pedagog, * 1973, Maribor.

## Življenjepis
Po končani Srednji glasbeni šoli v Mariboru je nadaljeval študij klarineta na Akademiji za glasbo v Ljubljani pri prof. Mihaelu Gunzku in  z odliko diplomiral leta 1995 v razredu prof. Alojza Zupana. Izpopolnjeval se je na mojstrskih tečajih v Italiji (prof. Charles Neidich) in v Avstriji (prof. Alois Brandhofer) ter na seminarjih strokovnega izpopolnevanja pri Borisu Karaevu (Rusija), Jozsefu Baloghu (Madžarska), Hedwighu Swimberghu (Belgija), Fernandu Silveiri (Brazilija), Robertu Riselingu (Kanada), Paolu Beltraminiju (Italija), Stefanu Hargu (Švedska), Robertu Springu (ZDA), Janu Jakubu Bokunu (Poljska),  Michelu Pellegrinu in Silvie Hue (Francija). Prav tako je z odliko diplomiral v Salzburgu na Univerzi za glasbo Mozarteum (prof. Alois Brandhofer).
Med študijem je bil na tekmovanjih večkrat nagrajen. Kot solist je igral s Komornim orkestrom Musica Camerata, Celjskim godalnim orkestrom, Akademskim komornim orkestrom Društva glasbenih umetnikov Maribor, Mladinskim simfoničnim orkestrom GŠ Celje, Mladinskim pihalnim orkestrom GŠ Celje, Big bandom »Extra band« GŠ Celje in drugimi. Posnel je več arhivnih posnetkov za RTV Slovenija, Radio Maribor in Radio Berlin-Brandenburg. Krstno je izvedel več skladb slovenskih in tujih skladateljev (Primož Ramovš, Janez Gregorc, Tomaž Svete, Alojz Ajdič, Ulf-Diether Soyka, Ivo Kopecky, Zequirija Ballata, Brina Zupančič, Petar Obradović, Peter Pačnik in Robert Kamplet).
Sodeloval je z orkestri (Panonski orkester - Graz (1991), Mariborska opera (1990-1999), Ljubljanska opera (1993), Mariborska filharmonija (1990-1999), Simfonični orkester RTV Slovenija (2006) in Slovenska filharmonija (1999-2001), kjer je bil tudi zaposlen. Sodeloval je tudi z Big Bandom RTV Slovenija, Totim big bandom Maribor in Big bandom »Extra band« GŠ Celje. Prav tako je član Slovenskega orkestra klarinetov.
Solistično in z različnimi zasedbami je koncertiral v Sloveniji in tujini (Hrvaška, Italija, Avstrija, Nemčija, Češka, Slovaška, Švedska in Nizozemska).
Kot pedagog je deloval na GŠ Škofja Loka (1994/95), na SGBŠ Ljubljana (osnovna stopnja; 1995), od leta 2000 deluje kot asistent, od leta 2007 pa kot docent na Pedagoški fakulteti v Mariboru, na GŠ in GG v Celju, od leta 2005-2009 pa tudi na Zasebni GŠ Muta. S svojimi učenci prejema nagrade in priznanja na tekmovanjih mladih klarinetistov doma in v tujini. Od leta 2005 vodi mednarodno poletno šolo za klarinet v Pučišćih na otoku Brač (Hrvaška). Vabijo ga v žirije tekmovanj doma in v tujini.
Veliko se posveča tudi komorni glasbi (Trio Musica Camerata, Trio Onix, Maister trio, Trio Tanguango, salonski orkester Musica Camerata...) in sodeluje na festivalih (Mednarodni festival Lent, Rogaško glasbeno poletje, Mednarodni festival Glasbeni september, Mednarodni festival Dubrovačke ljetne igre, Evropski mesec kulture, Mednarodni poletni festival mladih Postojna, Mednarodnem poletnem taboru v okviru Jeunesses Musicales, Šentjurskem poletju pod Ipavčevo lipo, Salonu mariborskih umetnikov, Mednarodni koncerti na gradu Gewerkenegg, Festival Spectrum, Klarinetfest Kotor ... Z Maister triom in Slovenskim orkestrom klarinetov je zastopal Slovenijo na Evropskem srečanju ansamblov klarinetov »Klarinetovanje 2004« v Ljubljani.
Igral je s priznanimi domačimi in tujimi umetniki kot so: Irena Grafenauer, Mate Bekavac, Stanko Arnold, Jasminka Stančul, Alois Brandhofer, Arvid Engegard, Dag Jensen, Jože Kotar, Radovan Vlatkovič, Clara Dent, Gustavo Nunez,  Aleksandar Tasić, Matej Grahek idr.
Njegova mati je bila slovenska mezzosopranistka Dragica Kovačič.